# Skeyton
Skeyton is een civil parish in het bestuurlijke gebied North Norfolk, in het Engelse graafschap Norfolk met 207 inwoners.